# Pilodeudorix congoana
Pilodeudorix congoana is een vlinder uit de familie van de Lycaenidae. De wetenschappelijke naam van de soort is voor het eerst gepubliceerd in 1910 door Arnold Schultze en Per Olof Christopher Aurivillius.

## Verspreiding
De soort komt voor in Nigeria, Kameroen, Gabon, Congo-Brazzaville, Centraal Afrikaanse Republiek, Congo-Kinshasa, Oeganda, Kenia, Burundi, Tanzania, Zambia

## Ondersoorten
- Pilodeudorix congoana congoana (Aurivillius, 1923) (Nigeria, Kameroen, Gabon, Congo-Brazzaville, Centraal Afrikaanse Republiek, Westelijk Congo-Kinshasa, Burundi)
- Pilodeudorix congoana orientalis (Stempffer, 1957) (Oostelijk Congo-Kinshasa, Oeganda, Kenia, Tanzania, Zambia)